# Micrastur ruficollis
Il falco di foresta barrato (Micrastur ruficollis (Vieillot, 1817)) è un uccello rapace della famiglia dei Falconidi.

## Descrizione
È un rapace di media taglia, lungo 31–39 cm.

## Biologia
Le sue prede sono in prevalenza lucertole, ma anche uccelli di media taglia, quali il tinamo bruno (Crypturellus obsoletus) e il piccione plumbeo (Patagioenas plumbea).

## Distribuzione e habitat
La specie ha una ampio areale che si estende dal Messico sino all'Argentina.

## Tassonomia
Sono note le seguenti sottospecie:
- Micrastur ruficollis guerilla Cassin, 1848
- Micrastur ruficollis interstes Bangs, 1907
- Micrastur ruficollis zonothorax (Cabanis, 1866)
- Micrastur ruficollis concentricus (Lesson, 1830)
- Micrastur ruficollis ruficollis (Vieillot, 1817)
- Micrastur ruficollis	olrogi Amadon, 1964